# Maireana microphylla
Maireana microphylla là loài thực vật có hoa thuộc họ Dền. Loài này được (Moq.) Paul G. Wilson mô tả khoa học đầu tiên năm 1975.